# Pogromos de Kiev (1919)
Los pogromos de Kiev de 1919 se refieren a una serie de pogromos antijudíos en varios lugares alrededor de Kiev (actual Ucrania) llevados a cabo por tropas del Ejército Blanco. Los hechos se refieren a los siguientes distritos:
- Skvyra, 23 de junio de 1919: un pogromo en el que 45 judíos fueron masacrados, muchos resultaron gravemente heridos y 35 mujeres judías fueron violadas por insurgentes del ejército.[1]
- Justingrad, agosto de 1919: un pogromo con un número no especificado de hombres judíos asesinados y mujeres judías violadas.
- Ivánkiv, 18-20 de octubre de 1919. En el pogromo llevado a cabo por tropas cosacas y del ejército voluntario 14 judíos fueron asesinados, 9 heridos y 15 mujeres y niñas judías fueron violadas por unidades bajo el mando de Struk.[2]

## Reacciones inmediatas
Los líderes del Ejército Blanco emitieron órdenes condenando los pogromos, pero en gran medida fueron ignoradas debido al antisemitismo generalizado. Lenin se había pronunciado en contra de los pogromos en marzo, en junio los bolcheviques asignaron algunos fondos para las víctimas de los pogromos. Sin embargo, los hechos recibieron poca cobertura en la prensa bolchevique.

## Escalada de hostilidad
Los pogromos de Kiev de 1919 fueron los primeros de muchos hechos de este tipo. Hubo un total de 1.326 pogromos en Ucrania en esa época, en los que entre 30.000 y 70.000 judíos fueron asesinados. Los pogromos estuvieron marcados por su extrema crueldad y la brutalidad cara a cara. Miles de mujeres fueron violadas. Cientos de shtetl fueron saqueados y los barrios judíos quedaron en ruinas. Según algunas estimaciones, en general, en los pogromos de 1918-1921, medio millón de judíos quedaron sin hogar.
De estos, el 53,7% fueron cometidos por los nacionalistas ucranianos de Simon Petliura, el resto por tropas del Ejército Blanco (17%), el Ejército Rojo de los bolcheviques (2,3%) o bandas locales. Estas estimaciones incluyen muertes debidas a enfermedades o inanición inducidas por la masacre. Estimaciones más recientes basadas en registros rusos recientemente disponibles consideran que el porcentaje de muertos por el Ejército Blanco es mucho más alto, quizás hasta el 50 por ciento.

## Antecedentes y causas
Los pogromos de Kiev de 1919 consistieron en el saqueo, violación y asesinato dirigidos principalmente contra las tiendas, fábricas, hogares y personas. Ucrania tenía la mayor concentración de judíos en Rusia en ese momento y también fue el escenario de los combates más amargos y prolongados entre judíos y no judíos. Esto es importante porque, según la investigación, existe una correlación positiva a gran escala entre el número de judíos en un lugar determinado y una mayor probabilidad de pogromos.
Los pogromos de Kiev de 1919 no fueron los primeros de su tipo en Ucrania, ocurrieron y se llevaron a cabo otros casos de violencia contra judíos en Kiev y sus alrededores en la década de 1880. (Pogromo de Kiev de 1881) y durante la primera década del siglo XX (Pogromo de Kiev de 1905). En última instancia, la tensión de estos eventos nunca disminuyó realmente, permaneció latente y podría verse como una causa de mayor violencia. Sin embargo, las matanzas de judíos en Ucrania en el año 1919 no pueden compararse con estos pogromos anteriores debido a su esencia y alcance. Los pogromos de Kiev de 1919 fueron los más sangrientos y atípicos de los pogromos en Ucrania, y tuvieron lugar después de la caída del régimen imperial, donde la violencia de todo tipo fue básicamente desenfrenada. Impulsada por el antisemitismo y la propaganda contra los judíos, la masacre de los judíos en Kiev de 1919, fue esencialmente un método de guerra política.
El régimen zarista intentó "desviar la atención de las masas social y políticamente descontentas en otra dirección, la dirección de menor resistencia".  Esencialmente, era una forma de redirigir el descontento popular lejos del gobierno y hacia un grupo minoritario visible. Hicieron esto incitando a las clases bajas contra los judíos que estaban en gran medida indefensos representándolos como responsables de la miseria del pueblo en su conjunto. Los judíos fueron representados como los explotadores del pueblo, como las sanguijuelas de la sociedad, que drenaban la sangre del trabajador y le robaban el producto de su actividad económica.
Otra causa de los pogromos de Kiev de 1919 fueron las dificultades económicas y los cambios en el entorno urbano. Las dificultades económicas y los conflictos políticos tendieron a aumentar la probabilidad de pogromos y este fue sin duda el caso de Ucrania, que se encontraba en un estado de conflicto y transición durante la Guerra de Independencia de Ucrania y posteriormente cuando se separó de Rusia. El estrés de los cambios en el entorno urbano también proporcionó un terreno fértil para la violencia contra los judíos, tensiones contra la inmigración, no solo de judíos de otras partes del imperio sino también de forasteros en general, hicieron posible los pogromos.